# Hieronymus Freyer

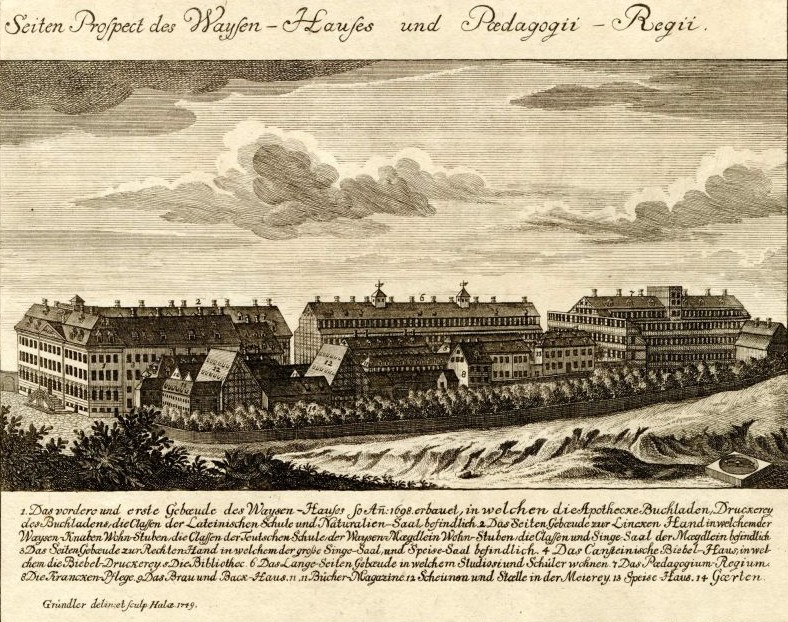
Die Franckeschen Anstalten 1749

Hieronymus Freyer (* 22. Juli 1675 in Gantkau bei Kyritz (Mark Brandenburg); † 15. Juni 1747 in Halle) war ein deutscher Pädagoge und Historiker. Er wirkte 49 Jahre lang an den Franckeschen Anstalten in Halle.

## Leben
Freyers Vater war der Pastor Joachim Freyer. Beim Tod des Vaters war Freyer acht Jahre alt. Nach Abschluss der Schule begann er ein Theologiestudium, über dessen Verlauf nichts Näheres bekannt ist. 1698 erhielt er in den Franckeschen Anstalten eine Stellung als Informator ordinarius und wurde 1705 dort Inspektor als Nachfolger von Christian Jacob Koitsch. 1717 heiratete er Maria Katharina Richter aus Glaucha, mit der er sechs Kinder hatte, von denen er fünf überlebte. Seine Stellung in den Franckeschen Anstalten bekleidete er bis zu seinem Tod. Er starb mit 71 Jahren.

## Wirken
Freyer selbst sah den Hauptbereich seines Wirkens in der Tätigkeit als Lehrer von Rhetorik, Latein, Geschichte und Geographie in den Franckeschen Anstalten. Aus heutiger Sicht jedoch liegt seine größte Leistung in der Leitung des Pädagogiums der Anstalten und dessen Entwicklung zu einer hervorragenden und vorbildlichen Lehreinrichtung. Bekannt wurde er auch durch seine schriftlichen Werke, die in bis zu zwölf Auflagen das ganze 18. Jahrhundert hindurch gedruckt wurden. Darunter befand sich auch seine Anweisung zur Teutschen Orthographie, die von 1722 bis 1746 in vier Auflagen erschien und eine bedeutende Grundlage für später erscheinende orthographische Werke bildete, sowohl pädagogisch als auch lexikalisch.

## Werke (Auswahl)

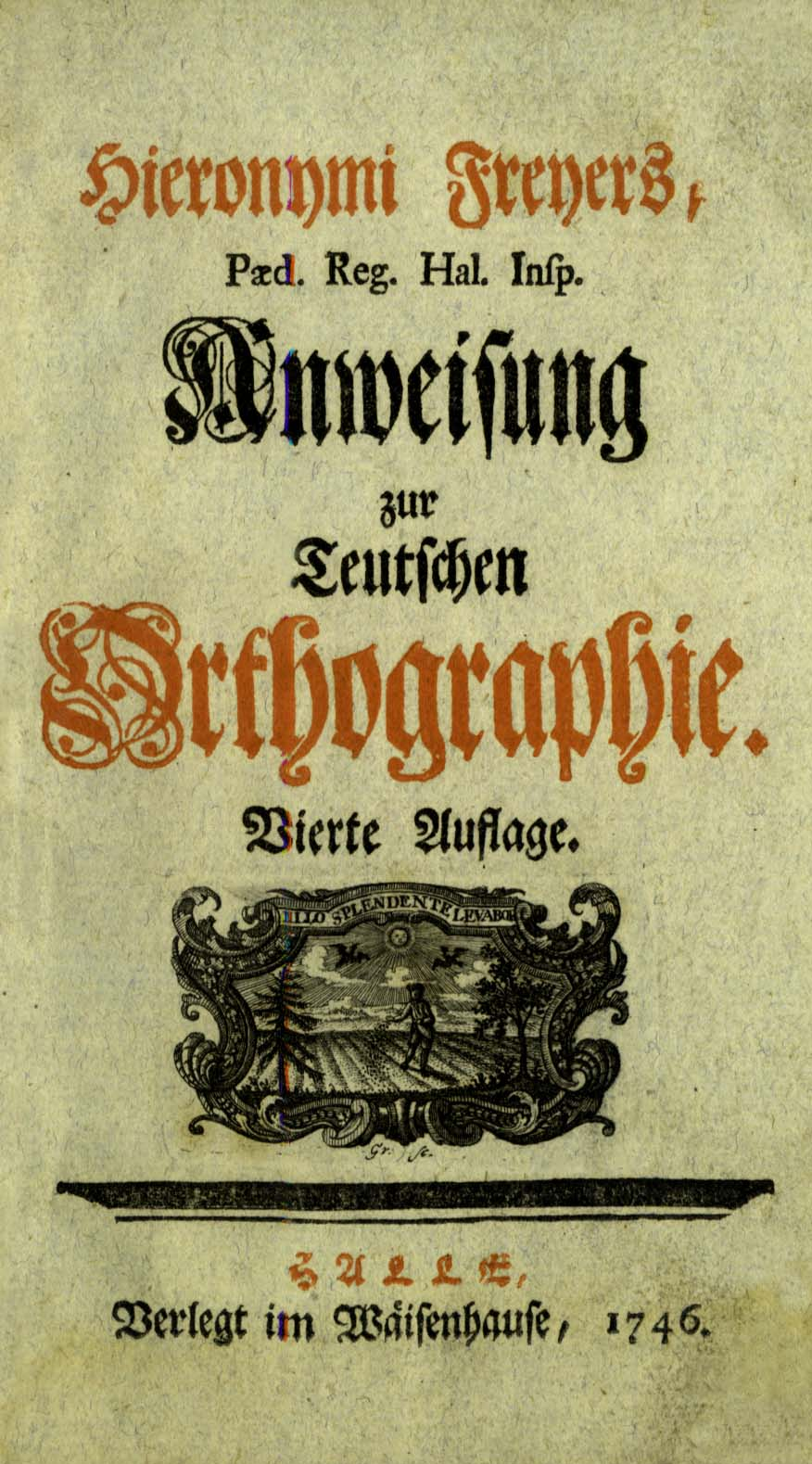
Anweisung zur Teutschen Orthographie 4. Auflage 1746

- Lacrimae Ivstissimae, Qvibvs Exseqvias Viri Qvondam Excellentissimi Et Clarissimi, Philologi Ac Polyhistoris Incomparabilis Christophori Cellarii, Antiqvitatvm Atqve Eloqventiae In Regia Fridericiana Professoris Pvblici Ac Meritissimi, Pridie Non. Ivn. A. O. R. MDCCVII. Halle 1707.
- Oratoria In Tabvlas Compendiarias Redacta Et Ad Vsvm Ivventvtis Scholasticae Ac Commodata. Halle 1711. 2. Auflage: Halle 1719; urn:nbn:de:gbv:3:1-172539.
- Theologisches Handbuch: Jn welchem Die vornehmsten Sprüche heiliger Schrift/ wie sie in Herrn Ioh. Anastasii Freylinghausens Pastoris Adiuncti zu Glaucha vor Halle/ Grundlegung der Theologie angeführet werden/ nebst einigen auserlesenen Fest- und Sonntagssprüchen; Jmgleichen Die von dem Wohlgedachten Auctore schon vormals edirte Ordnung des Heils; Ferner Unterschiedene nützliche Verzeichnisse/ als da sind der bekantesten Psalmen Davids/ gewisser in Hebräischer und Griechischer Sprache zu lernen dienlicher Sprüche/ einiger Morgen- Abend- und Tischgebete; Und endlich Der kleine Catechismus des sel. Lutheri/ Samt dessen Christlichen Fragestücken und der Haustafel enthalten. Halle 1712; urn:nbn:de:gbv:3:1-210977.
- Fasciculus poematum Latinorum ex optimis antiqui ac recentioris aevi poetis collectus. Halle 1713 (books.google.de).
- Colloquia Terentiana cum Plauto excerpto et fabulis Phaedri utilioribus. Halle 1714. 2. Auflage: 1727 (books.google.de).
- Fasciculus poematum graecorum ex antiquis ac recentioribus poetis collectus et ad innoxium scholasticae iuventutis usum accommodatus. Halle 1715 (books.google.de).
- Anweisung zur Teutschen Orthographie. Halle 1722. 2. Auflage: Halle 1728; archive.org.
- Erste Vorbereitung zur UNIVERSAL-Historie. Halle 1724.
- Nähere Einleitung zur UNIVERSAL-Historie. Halle 1728.
- Teutsches Programma übe die Frage, ob ein Studiosus juris auf Universitäten sich nicht eben so wol als ein Studiosus theologiae eines wahren und rechtschaffenen Christenthums befleißigen müsse? [Halle] 1728.
- Teutsches Programma über die ihm vorgelegte Frage, Ob ein Christlicher Schullehrer an statt der gewöhnlichen oratorischen Ubungen mit gutem Gewissen Comödien spielen und die ihm anvertraute Jugend dazu anführen könne. [Halle] 1728 (books.google.de).
- Teutsches Programma vom Romanenlesen. [Halle] 1730.
- Teutsches Programma über die Frage, Ob und wiefern das Tobackrauchen als eine den Studiosus theologiæ ungeziemende Sache anzusehen sey. [Halle] 1731 (Digitalisat).
- Programma hodoeporicum, das ist, Vorstellung der Ursachen, warum und wiefern im Paedagogio Regio das unnöthige Reisen nothwendig eingeschrencket und zum theil gäntzlich abgeschaffet seyn und bleiben müsse. [Halle] 1733.
- Erster Abriß der Geographie nach der neuen Zeit für die anfangende Jugend. Halle 1733.
- Anderer und dritter Abriß der Geographie nach der alten, mittleren und neuen Zeit für die fortgehende und geübtere Jugend. Erstes Stück. Halle 1733.
- Programmata latino-germanica cum additamento miscellaneorum vario. Halle 1737 (books.google.de).